# El cantor del circo
El cantor del circo es una película de Argentina en blanco y negro dirigida por Nelo Cosimi según su propio guion que no se estrenó comercialmente y que tuvo como protagonistas a Lola Beltrán, Guillermo Casali, Álvaro Escobar y Chita Foras.

## Reparto
- Lola Beltrán
- Guillermo Casali
- Álvaro Escobar
- Chita Foras